# Anna Rita del Piano
Anna Rita del Piano, nascuda Anna Rita Viapiano (Cassano delle Murge, Pulla, 26 de juliol del 1966), és una actriu de cinema, televisió i teatre, i també directora teatral i de curts italiana.

## Filmografia

### Cinema
- La balia (1998)
- Senza movente (1999)
- I terrazzi (2000)
- Il tramite (2002)
- La signora (2002)
- Tornare indietro (2002)
- Le bande (2005)
- Amore 14 (2009)
- Focaccia Blues (2009)
- L'uomo Nero (2009)
- Che bella giornata (2010)
- Il Tempo che Tiene (2010)
- E la chiamano Estate (2011)
- Operazione vacanze (2011)
- Quando il sole sorgerà (2011)
- Una vita da sogno (2011)
- Cinema Italia (2012)